# Santa María (Santiago del Estero)
Santa María es una localidad argentina ubicada en el departamento Juan Francisco Borges de la provincia de Santiago del Estero. Se encuentra sobre la Ruta Nacional 9, 18 km al sur de la ciudad de Santiago del Estero.
La villa cuenta con un complejo deportivo privado, una escuela y un puesto policial. Asimismo se prevé trasladar a esta localidad el jardín botánico dependiente de la Universidad Nacional de Santiago del Estero.

## Población
Cuenta con 338 habitantes (Indec, 2010), lo que representa un incremento del 13,8% frente a los 297 habitantes (Indec, 2001) del censo anterior.
| Gráfica de evolución demográfica de Santa María entre 1991 y 2010 |
|                                                                   |
| Fuente: Censos nacionales del INDEC                               |